# Cargolet de Sclater
El cargolet de Sclater (Campylorhynchus humilis) és un ocell de la família dels troglodítids (Troglodytidae).

## Hàbitat i distribució
Habita boscos i zones de matoll del sud-oest de Mèxic.